# Euricrium capensis
Euricrium capensis är en tvåvingeart som först beskrevs av Wallace A. Steffan 1967.  Euricrium capensis ingår i släktet Euricrium och familjen sorgmyggor. Inga underarter finns listade i Catalogue of Life.